# Handleyomys
Handleyomys is een geslacht van knaagdieren uit de Oryzomyini dat voorkomt van Midden-Amerika tot Colombia en andere delen van noordelijk Zuid-Amerika. Dit geslacht werd in 2002 oorspronkelijk beschreven voor twee Colombiaanse soorten (H. fuscatus en H. intectus) die eerder in Aepeomys en Oryzomys waren geplaatst, maar in 2006 werd ook de zogenaamde Oryzomys alfaroi-groep toegevoegd. Deze groep is niet verwant aan de rest van Oryzomys, maar eerder aan Handleyomys, en is daarom naar dit geslacht verplaatst. In 2024 werd deze groep afgesplitst als apart geslacht: Casiomys.
De twee Colombiaanse soorten komen voor van 1500 tot 2800 meter hoogte in nevelwouden in de Westelijke Cordillera en Centrale Cordillera. Ze hebben zes mammae en worden 80 tot 130 mm lang (kop-romp), met een staart van 75-110 mm, een achtervoet van 21-26 mm en een oor van 10-17 mm. Ze wegen 17-34 gram. Er zijn zo'n 170 exemplaren bekend uit 20 verschillende plaatsen in Colombia.

## Indeling
Dit geslacht omvat de volgende soorten:
- Handleyomys fuscatus (Cordillera Occidental van Colombia)
- Handleyomys intectus (Cordillera Central van Colombia)

Aegialomys · Amphinectomys · Cerradomys · Drymoreomys · Eremoryzomys · Euryoryzomys · Handleyomys · Holochilus · Hylaeamys · Lundomys · Megalomys · Megaoryzomys · Melanomys · Microakodontomys · Microryzomys · Mindomys · Neacomys · Nectomys · Nephelomys · Nesoryzomys · Noronhomys · Oecomys · Oligoryzomys · Oreoryzomys · Oryzomys · Pattonimus · Pennatomys † · Pseudoryzomys · Scolomys · Sigmodontomys · Sooretamys · Tanyuromys · Transandinomys · Zygodontomys